# Tommy Johnston
Thomas Bourhill Johnston, plus connu sous le nom de Tommy Johnston (né le 18 août 1927 à Loanhead en Écosse, et mort le 4 septembre 2008 à Shoalhaven en Australie), est un joueur de football écossais qui évoluait au poste d'attaquant.

## Palmarès
| Newport County - Championnat du pays de Galles (1) : - Champion : 1954-55. - Coupe de la Ligue galloise (1) : - Vainqueur : 1954-55. - Finaliste : 1955-56. |  | Blackburn Rovers - Championnat d'Angleterre D2 : - Meilleur buteur : 1958-59 (43 buts). |